# Montreat (Carolina del Norte)
Montreat es un pueblo situado en el condado de Buncombe, Carolina del Norte, Estados Unidos. Tiene una población estimada, a mediados de 2023, de 919 habitantes.

## Geografía
Según la Oficina del Censo, la localidad tiene una superficie total de 7.07 km² , de los cuales 7.06 km² corresponden a tierra firme y 0.01 km²  están cubiertos de agua.

## Demografía

### Censo de 2020
Según el censo de 2020, en ese momento la localidad tenía una población de 901 habitantes. La densidad de población era de 127.62 hab./km².
| Raza                   | Núm. | Porc.  |
| ---------------------- | ---- | ------ |
| Blancos                | 746  | 82.8%  |
| Afroamericanos         | 76   | 8.4%   |
| Amerindios             | 3    | 0.3%   |
| Asiáticos              | 6    | 0.7%   |
| Isleños del Pacífico   | 1    | 0.1%   |
| De otras razas         | 51   | 5.7%   |
| De una mezcla de razas | 18   | 2.0%   |
| Total                  | 901  | 100.0% |

Del total de la población, el 7.44% eran hispanos o latinos de cualquier raza.

### Estimación 2019-2022
Según la estimación 2019-2023 de la Oficina del Censo, no hay personas por debajo de la línea de pobreza viviendo en la localidad.